# セキショウ
セキショウ（石菖、学名: Acorus gramineus）は、ショウブ科ショウブ属に属する多年生植物。名称の由来は岩場に生え、ショウブに似ていることから。

## 形態・生態
根茎は土中に匍匐し、よく分枝して群落を形成する。
茎からは先の尖った線形葉を多数根生する。葉の長さは最大約30cm。
花は淡黄色の肉穂花序で、春から初夏にかけて開花する。

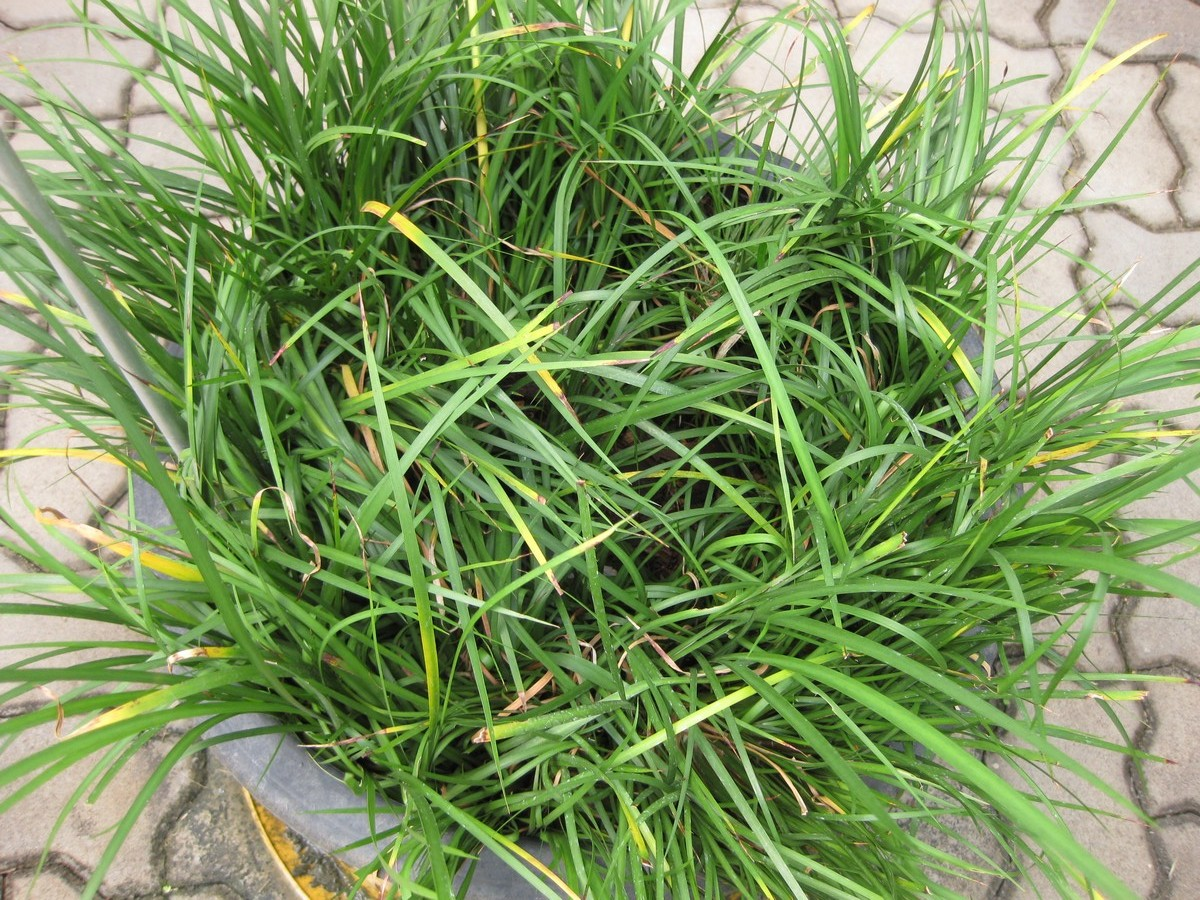
葉

## 分布
日本（本州（青森県西津軽以南）、四国、九州）や中国、ベトナム、インド、済州島に分布する。

## 保全状況評価
- LEAST CONCERN (IUCN Red List Ver. 3.1 (2001))[1]

## 人間との関わり
根茎や葉は薬草として用いられ、神経痛や痛風の治療に使用されている。例えば蒸し風呂（湿式サウナ）で用いられる時には、セキショウの葉を床に敷いて高温で蒸す状態にして、鎮痛効果があるテルペンを成分とする芳香を放出させて、皮膚や呼吸器から体内に吸収するようにして利用する。
日本庭園やアクアリウムなどで本種やその園芸品種が観賞用に栽培されることがある。アクアリウムで用いられるときには、属名のアコルスと呼ばれることもあり、斑入りアコルス（A. g. f. decoratus）や、ピグミーアコルス（アリスガワセキショウ、A. g. f. pusillus）などの園芸品種が知られている。